# Cỏ may
Chrysopogon aciculatus là một loài thực vật có hoa trong họ Hòa thảo. Loài này được (Retz.) Trin. mô tả khoa học đầu tiên năm 1820.

## Hình ảnh

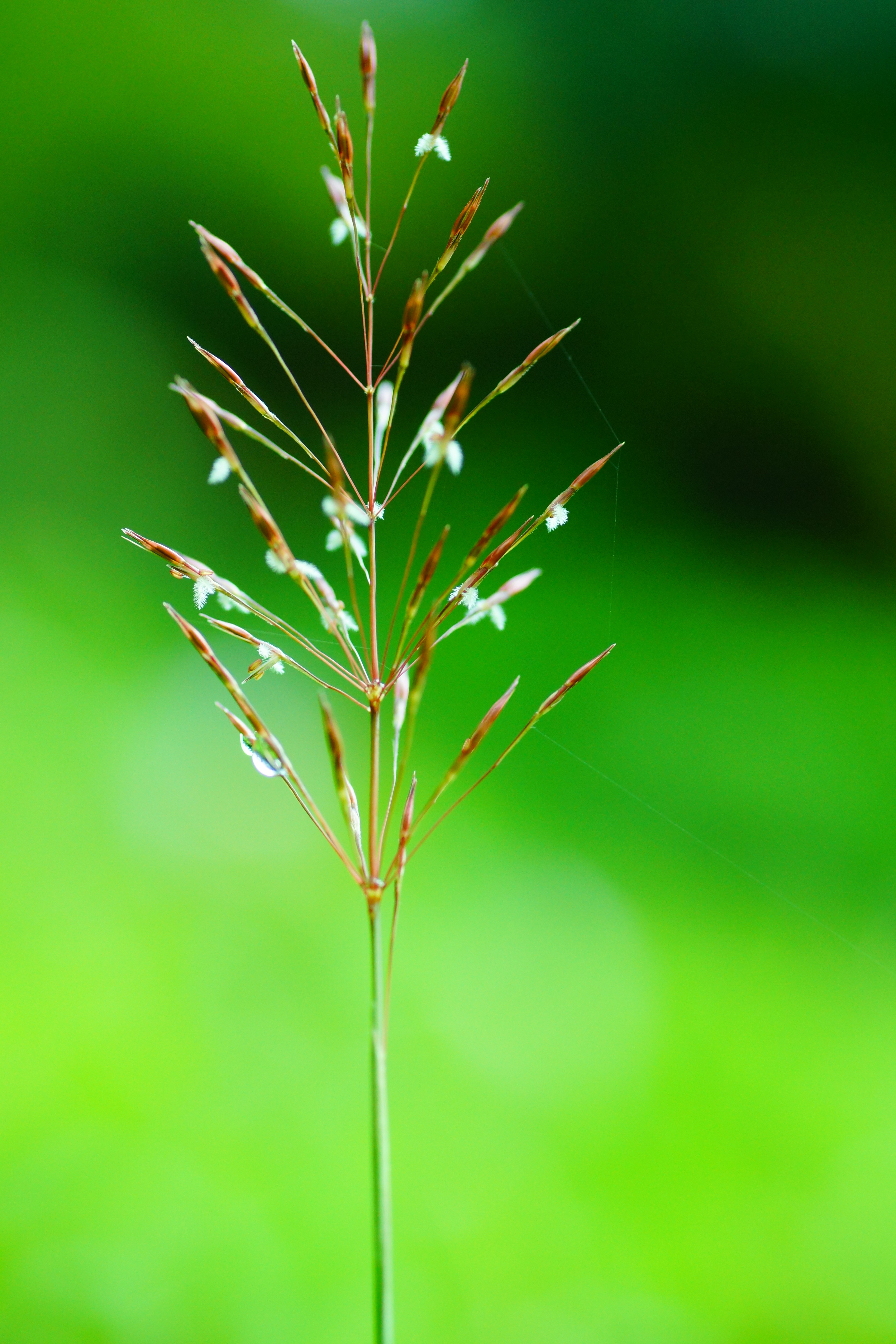
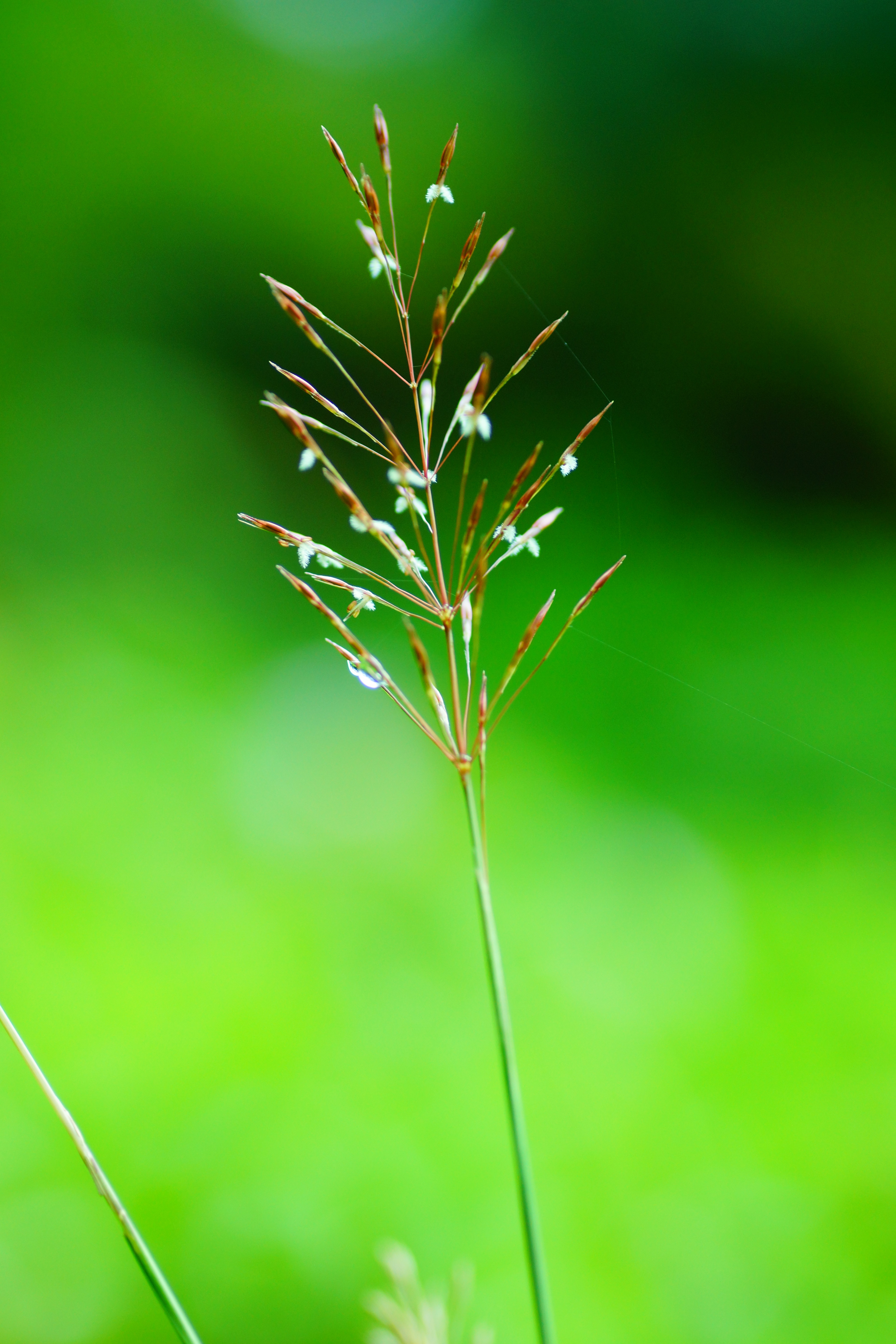
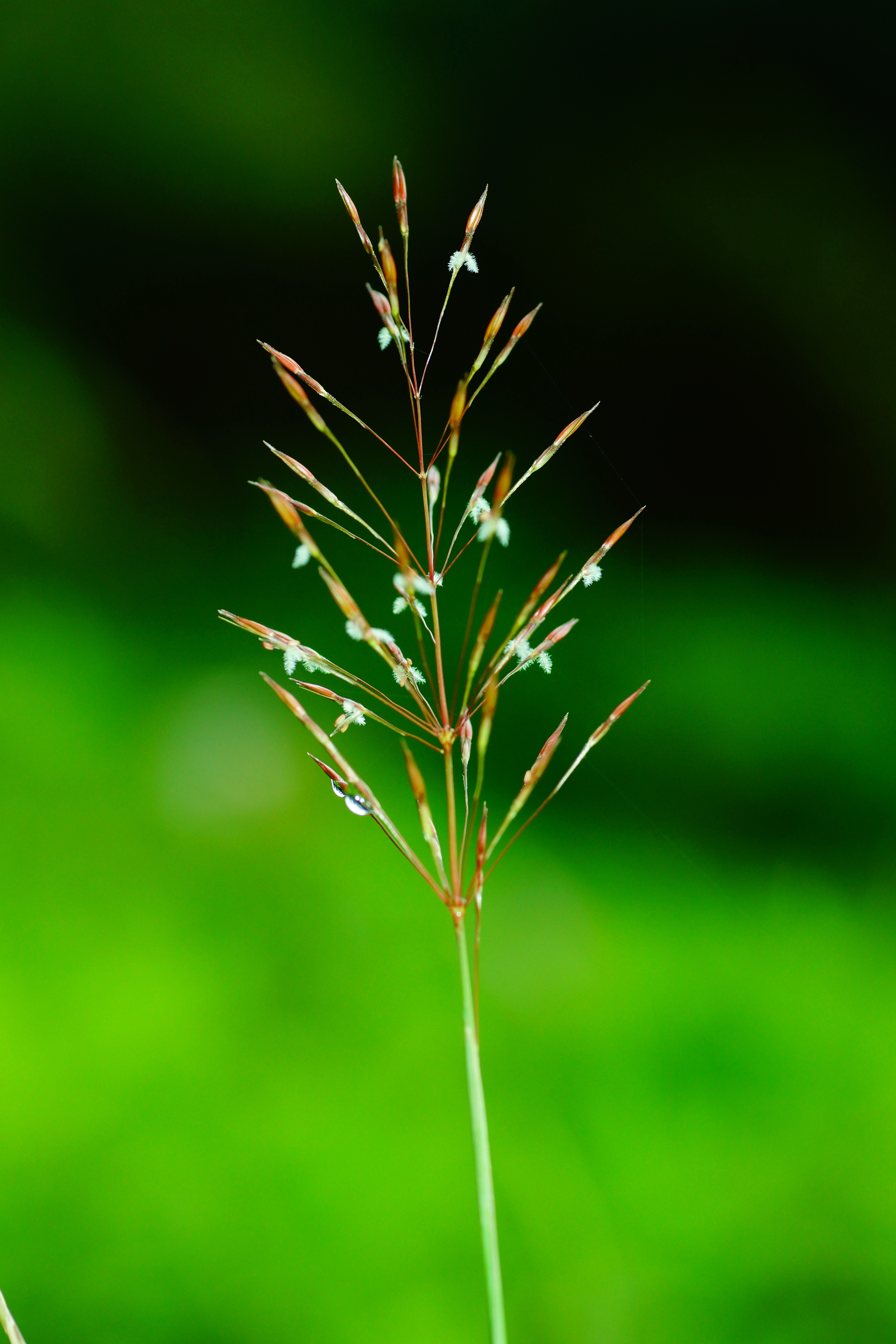
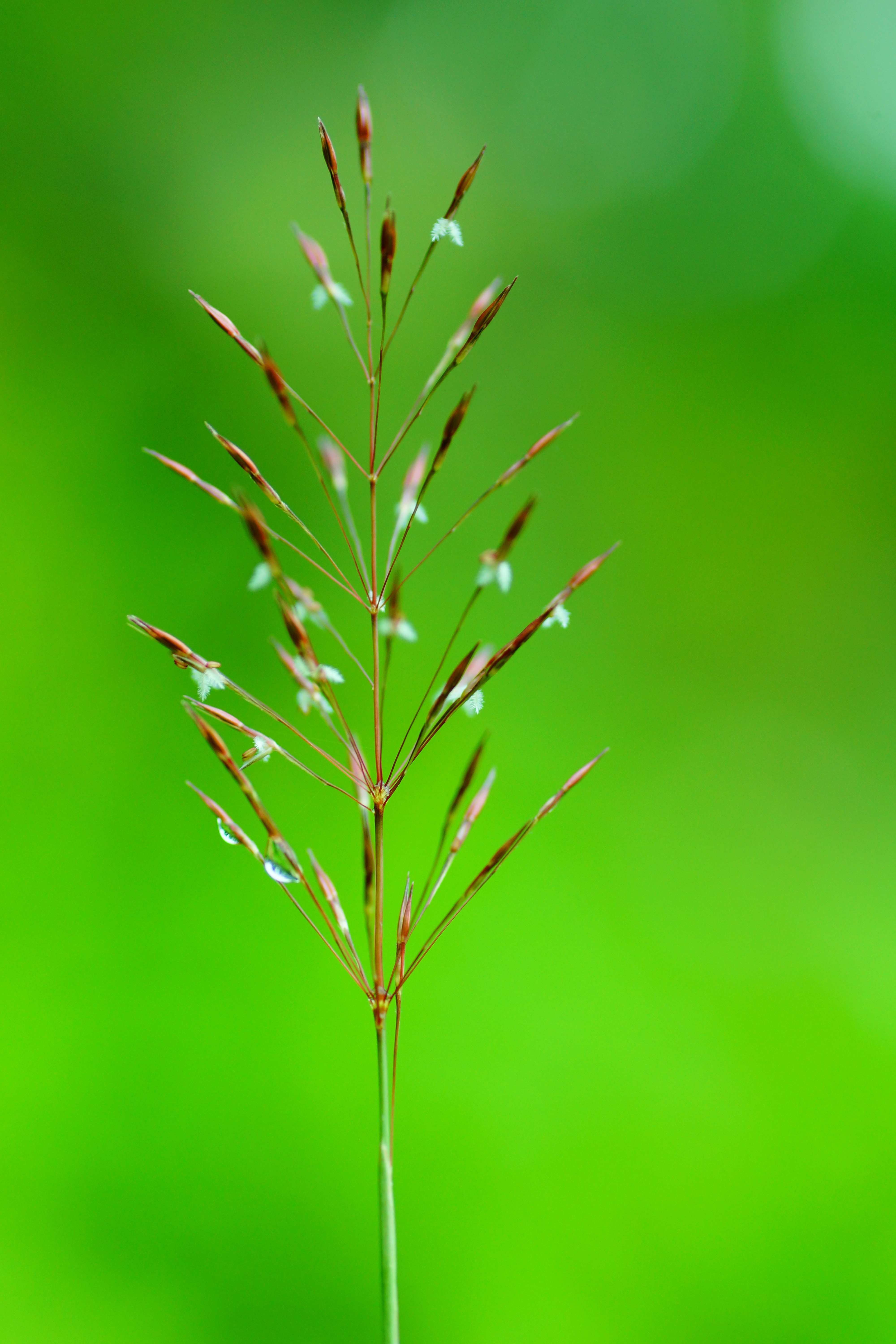